# Канда (посёлок)
Канда (яп. 苅田町 Канда-мати) — посёлок в Японии, находящийся в уезде Мияко префектуры Фукуока. Площадь посёлка составляет 46,61 км², население — 36 292 человека (1 августа 2014), плотность населения — 778,63 чел./км².

## Географическое положение
Посёлок расположен на острове Кюсю в префектуре Фукуока региона Кюсю. С ним граничат города Китакюсю, Юкухаси.

## Население
Население посёлка составляет 36 292 человека (1 августа 2014), а плотность — 778,63 чел./км². Изменение численности населения с 1980 по 2005 годы:
| 1980 | 31 155 чел. |  |
| 1985 | 32 341 чел. |  |
| 1990 | 33 732 чел. |  |
| 1995 | 35 072 чел. |  |
| 2000 | 35 604 чел. |  |
| 2005 | 34 387 чел. |  |

## Символика
Деревом посёлка считается камфорное дерево, цветком — фиалка Виттрока.